# Robin Lod
Robin Lod (Helsínquia, 17 de abril de 1993), é um futebolista finlandês que atua como meio-campo. Atualmente, joga pelo Minnesota United.[carece de fontes?]

## Carreira

### HJK
Lod marcou o seu primeiro gol como profissional em 22 de outubro de 2011 na sua estreia pelo HJK contra o MYPA, a partida terminou 4–1 para o HJK. Foi escolhido o melhor jogador da Veikkausliiga de 2014.[carece de fontes?]

### Panathinaikos
Em 6 de maio de 2015 Lod assinou um contrato de três anos com o Panathinaikos. Fez a sua estreia pela equipe em 3 de outubro de 2015 contra o Xanthi. Marcou seu primeiro gol pelo clube em 18 de setembro de 2016 contra o PAS Giannina.[carece de fontes?]
Após o término do contrato de Lod com o Panathinaikos em 30 de junho de 2018, e apesar das tentativas de chegar a um acordo de renovação, o jogador deixou o clube em uma transferência gratuita, considerando as limitações relacionadas a dívidas impostas ao Panathinaikos em relação à transferência e recontratação de jogadores maiores de 23 anos de idade.

### Sporting de Gijón
Em 23 de julho de 2018 Lod assinou com o Sporting de Gijón. Marcou seu primeiro gol pela equipe logo na sua estreia contra o Gimnàstic de Tarragona em 26 de agosto de 2018.[carece de fontes?] Ao total Lod disputou 77 partidas pela equipe marcando quatro gols.

### Minnesota United FC
Lod assinou com o Minnesota United FC em 16 de julho de 2019. Marcou o seu primeiro gol pelo Minnesota United em 7 de março de 2020 contra o San José Earthquakes em partida válida pela segunda rodada da Major League Soccer de 2020.[carece de fontes?]

## Carreira internacional
Fez a sua estreia pela seleção finlandesa em 30 de outubro de 2013 em um amistoso contra o México. Marcou o seu primeiro gol em 7 de outubro de 2016 contra a Islândia em partida válida pelas Eliminatórias da Copa do Mundo FIFA de 2018.[carece de fontes?]

## Títulos
Klubi 04
- Kakkonen: 2011[carece de fontes?]

HJK Helsinki
- Veikkausliiga: 2012, 2013 e 2014[carece de fontes?]
- Copa da Finlândia: 2014[carece de fontes?]
- Copa da Liga Finlandesa: 2015[carece de fontes?]